# Lånord

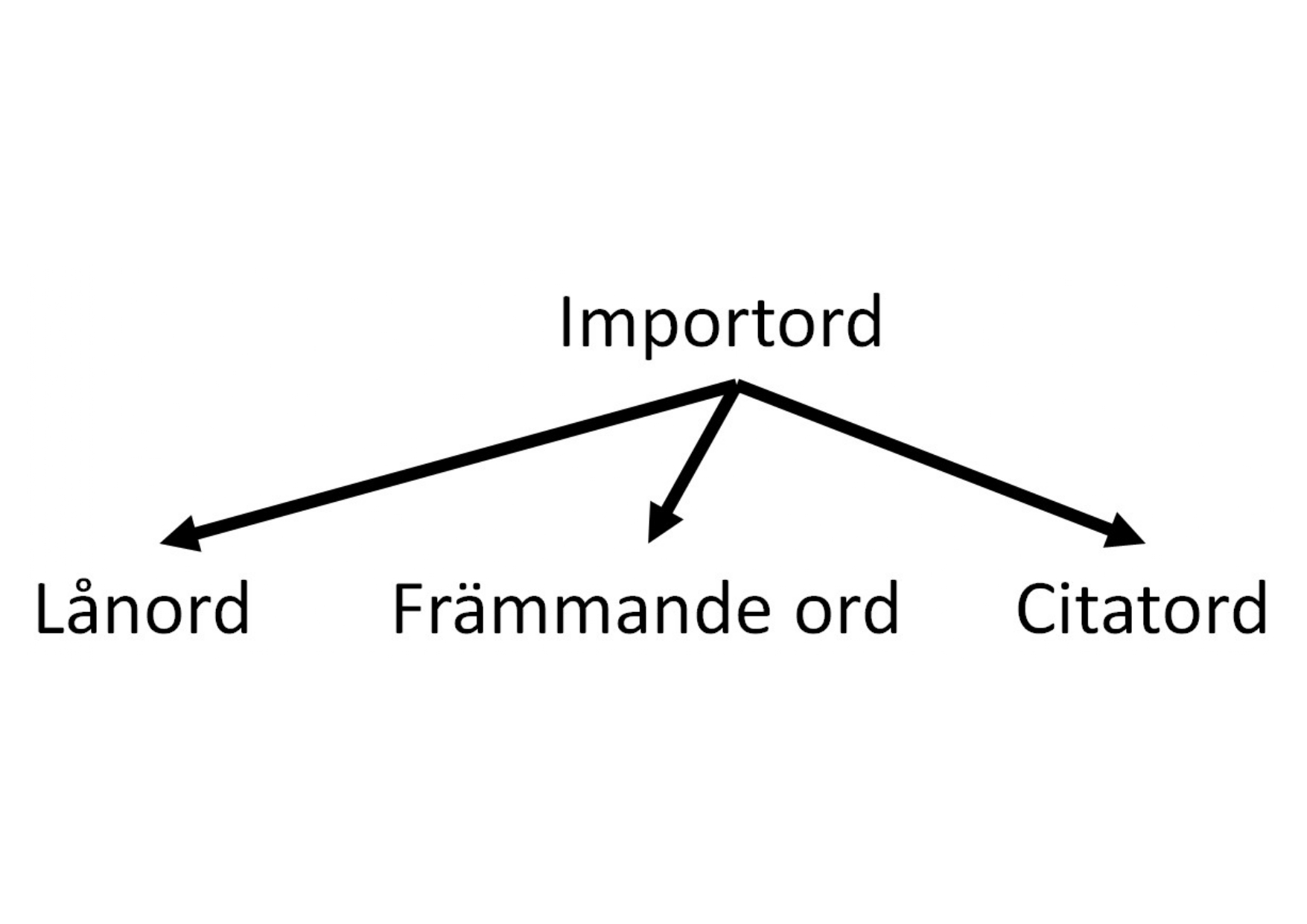

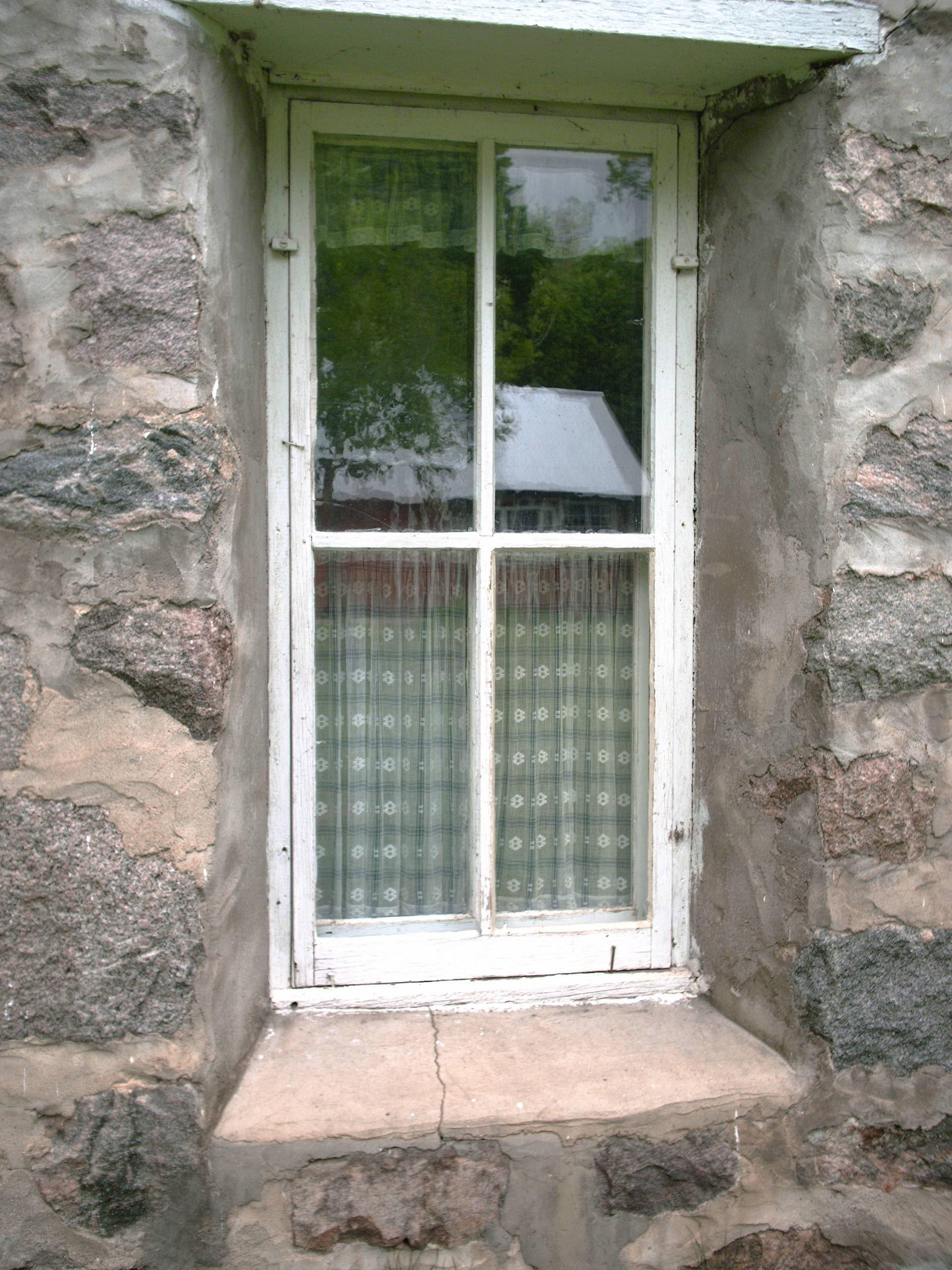
Svenskans fönster inlånades under medeltiden från lågtyska (det långivande språket) venster, som i sin tur har hämtats från utgångsspråkets latinets fenestra. Engelskans window är lånat av det fornnordiska vindauga (vindöga).

Ett sätt på vilket ordförrådet kontinuerligt utökas är genom att ord och uttryck importeras från andra språk. Begreppet  importord  har använts sedan mitten av 1990-talet som ett samlingsbegrepp för alla typer av lån av ord och uttryck från andra språk.
Vanligast är att importorden anpassas till svenskt uttal, till svensk stavning och böjning, eller till bådadera. Denna typ av importord kallas lånord (ett begrepp som finns belagt sedan 1870) eller lexikala lån. Exempelvis är ordet apostel, som ytterst togs in i fornsvenskan från grekiska apóstolos (= "budbärare"), ett lånord i svenskan.
När man talar om ett lånords ursprung är det också relevant att skilja mellan det långivande språket (dvs. ursprungsspråk för ordet) och låneförmedlande språk (dvs. det eller de språk som har förmedlat ordet). Exempelvis kan ett ord som kommit från grekiskan (det långivande språket) först ha förmedlats till latinet (ett låneförmedlande språk) och sedan vidare till franskan (även det ett låneförmedlande språk) innan det tas upp i svenskan.
Parallellt med begreppet lånord förekommer också begreppet främmande ord (som använts sedan 1580-talet), som ett samlingsbegrepp för ord som i viss mån anpassats till det svenska språket, men som ändå känns främmande i det svenska språket. Exempelvis kan ordet exhibera (bl.a. "uppföra (skådespel)") uppfattas främmande eller rent av apart i en svensk text, trots att ordet finns belagt sedan tidigt 1600-tal. Till de främmande orden har traditionellt också räknats ord som skapats med hjälp av latinska och grekiska prefix och suffix.
En tredje form av importord, s.k. citatord (ett begrepp som använts sedan 1930-talet), är ord och uttryck som importerats utan någon anpassning. Exempelvis räknas det latinska uttrycket ad acta (= "till handlingarna"; belagt i svenska språket sedan 1842) till citatorden. Hit räknas också ord som är mer tillfälligt lånade. Exempelvis förekom ett flertal tillfälligt lånade ord (såsom russebuss, om ett slags påkostat studentflak i form av en buss) från norskan på sociala medieplattformar efter att tv-serien Skam blivit populär under hösten 2016. I löpande text markeras dessa ofta genom att omges av citationstecken eller att de kursiveras.
Ord som inte är importord är vanligen arvord, som kan ledas tillbaka till språkets äldsta belagda former (i svenskans fall urnordiska), eller nyskapade ord, neologismer, som oftast är avledningar av befintliga ord.

## Typer av lånord
Lånord indelas vanligen med avseende på relationen mellan uttryckets form i det långivande och lånande språket. Grovt delar man då in lånorden i ordlån, begreppslån, blandlån och konstruktionslån.

### Ordlån

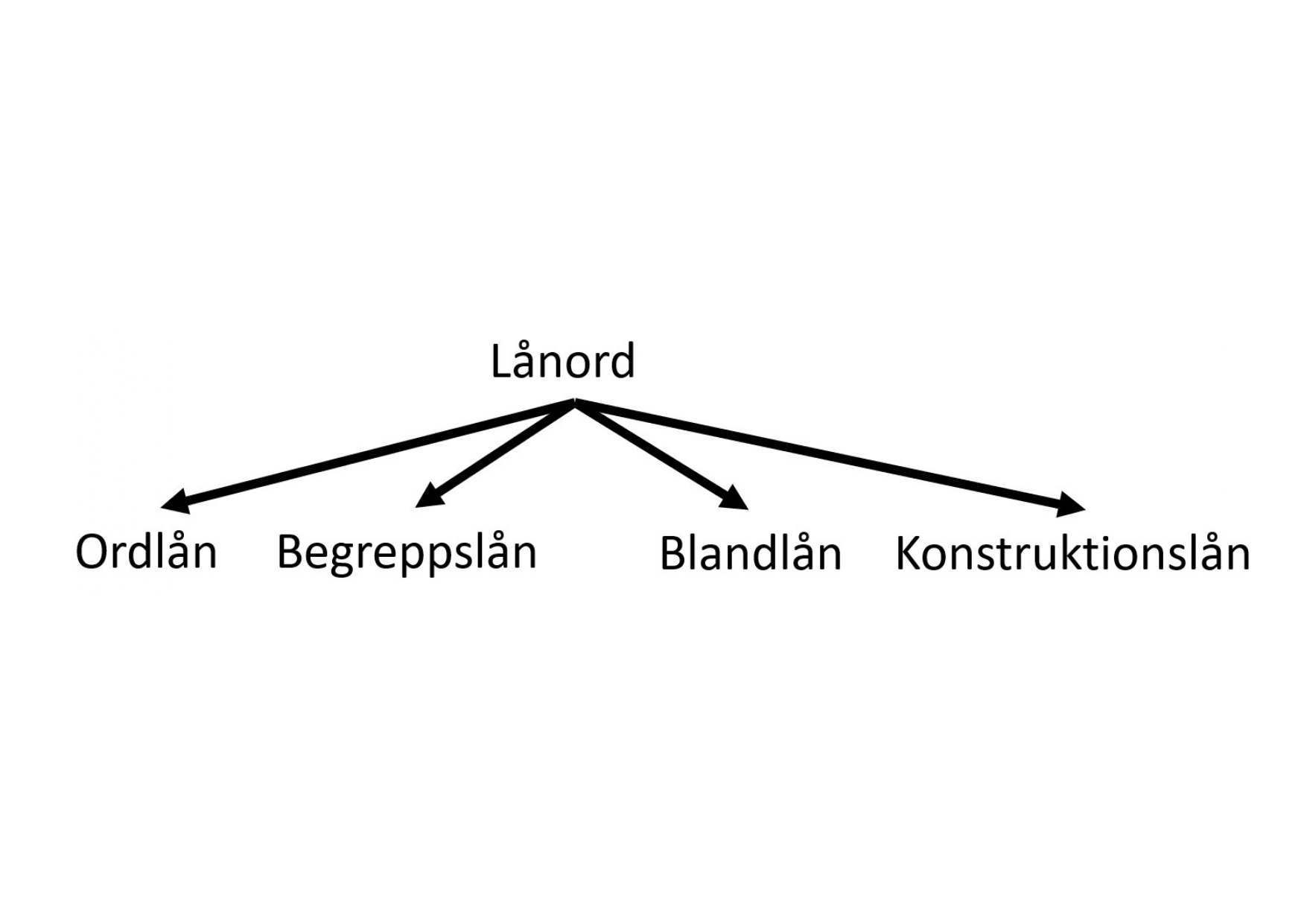

Ett ordlån har lånats in i sin helhet. Ordmodellens morfem importeras tillsammans med begreppet. En viss anpassning till grammatiska, fonologiska och ortografiska konventioner i det lånande språket görs alltid, men i större eller mindre omfattning. Därför går det att grovt dela in ordlånen i direkta lån respektive anpassat direkta lån.
Ordlån är den typ av lånord som är mest uppenbara såsom lånord och därför röner de ofta mer uppmärksamhet – och fler protester – än andra typer av lexikala lån.

#### Direkta lån
De direkta lånorden har helt eller delvis anpassats till svenskt uttal och/eller svenskt böjningsmönster.
- en apartheid
- en blackout/blackouten/flera blackouter
- en hipster/hipstern/flera hipstrar

Ordet smoothie förekommer både med pluraländelsen -s och -r, varav det senare rekommenderas av SAOL 2015.

#### Anpassat direkta lån
De anpassat direkta lånorden har anpassad stavning och har försetts med svensk böjning.
- blurrig från engelskans motion blur
- carpa (ta tillfället i akt och göra något trevligt) från latinets carpe diem[7]
- dumpstra från engelskans dumpster dive
- flambera från franskans flamber
- gromning från engelskans grooming
- mejla från engelskans e-mail
- skejta från engelskans skate
- tajt från engelskans tight
- tuff från engelskans tough
- vajer från engelskans wire

Ibland har försök gjorts att anpassa stavningen, såsom det i 1973 års upplaga av SAOL förordades stavningarna bagg, popp och pubb, men då svenska språkbrukare fortsatte att stava orden bag, pop och pub, har senare upplagor av SAOL endast angett dessa och orden är således direkta lån i svenskan. 
Ett ord som under lång tid haft flera olika stavningsformer och böjningsformer är baby/bebis/bäbis. Här används en baby/en bebis/en bäbis men endast flera bebisar/flera bäbisar

### Begreppslån

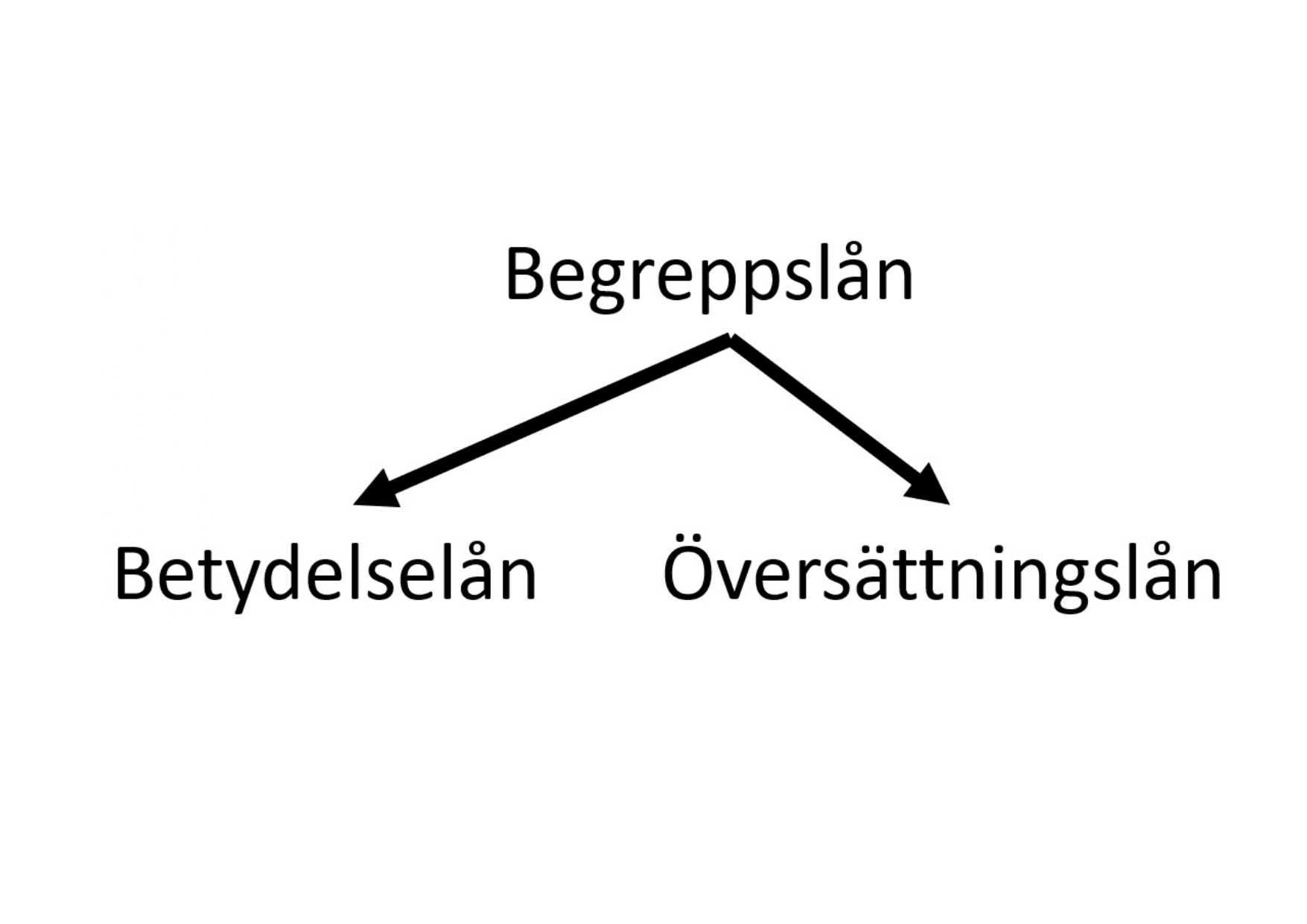

Begreppslån är resultatet om man översätter det lånade begreppets ordmodell till inomspråkligt motsvarande morfem.

#### Översättningslån
Översättningslån (ett begrepp som är belagt sedan 1890-talet) kommer in i svenskan genom att ett sammansatt ord översätts ord för ord till motsvarande svenska ordformer. Exempel:
- sidensvans (belagt 1577) av tyskans Seidenschwanz
- kejsarsnitt (belagt 1796) från latinets sectio caesarea
- hatkärlek (belagt 1949) från tyskans Hassliebe
- ansiktslyftning (belagt 1964) från engelskans facelifting
- stavgång (belagt 1997) från finskans sauvakävely
- väggblomma (belagt 2015) från engelskans wallflower

#### Betydelselån
Begreppet betydelselån används om redan existerade ord som fått en utvidgad betydelse efter modell i ett annat språk.
- huvudvärk (från mitten av 1400-talet i fornsvenskan som hovudhvärker; från 1964 av engelskans headache även: huvudbry)
- gräsrot (från 1526: örtartade gröna växter utan framträdande blommor; från 1968, av engelskans grass root även: den vanliga människan)
- spendera (från 1613: betala ut pengar av tyskans spendieren; från 1735 av engelskans spend även: tillbringa tid)

### Blandlån
Vid blandlån ersätter man vissa ingående morfem med inomspråkliga motsvarigheter men direktlånar andra delar. Alternativt lånas inte ordmodellen i sin helhet.
- flipperspel från engelskans flipper (som på engelska betecknar paddlarna, snarare än själva spelet)
- grapefrukt från engelskans grapefruit
- hårspray från engelska hair spray: översättning av hair → hår + lån av eng. spray
- screentryck från engelskans screen printing
- streetsko från engelskans street + sko
- teambuildinghandledare
- trendsättare från engelskans trendsetter

### Konstruktionslån
Om ett främmande ords inre eller yttre form fått stå modell vid skapandet av ett ord i svenskan, kallas ordet ett konstruktionslån. 
Här kan det röra sig om syntaxlån eller böjningslån.

#### Syntaxlån
När uttryck i något främmande språk tas som förebild för skapande av uttryck i svenskan talar man om syntaxlån. 
- de sköna konsterna (av franskans les beaux arts)
- det är upp till dig (av engelskans it's up to you)
- kulturell appropriering (av engelskans cultural appropriation)
- parkera bussen (av engelskans park the bus om typ av fotbollstaktik)
- tredje världen (av franskans le tiers monde)

#### Böjningslån
För några konstruktionslån har böjningsformen bevarats helt eller delvis. I några fall används plural-s och alternativt svensk böjning. Exempel: containers/containrar, receivers/receivrar och trailers/trailrar. I några fall har den engelska pluralformen blivit den vanliga formen. Exempel: en partner/flera partners och en thriller/flera trillers. För vissa lånord som slutar med obetonat -er, används nollplural som alternativ till -s, t.ex. två sprinkler.
I några fall har det blivit praxis att hantera svårigheten att hitta pluralformer som låter svenska genom att göra omkonstruktioner av ordet, såsom en radio/flera radioapparater och en taxi/flera taxibilar.

## Besläktade processer

### Substitution
Många ord som importeras från andra språk genomgår också en formmässig och uttalsmässig förändring över tid, s.k. substitution, såsom freelance (citatord, till mitten av 1800-talet) → frilance (blandlån; från slutet av 1800-talet) → fri lans (början av 1900-talet såsom två ord) → frilans (lånord; 1945).

### Återlån
Ord som lånats in i språket i flera omgångar benämns återlån. Här ges några exempel:
- engelska tape: 1. tejp om klisterremsa 2. tape om kassettband, magnetband
- engelska sudden death: 1. sudden death som ishockeyterm 2. plötslig spädbarnsdöd som motsvarar det engelska uttryckets grundbetydelse
- karibiskt amaca (sovnät): 1. hängmatta via nederländskans hangmat (genom folketymologi) 2. hammock via engelskan

Ord som lånats in av ett annat språk och sedan lånats av det språket i sin tur, till exempel
- fornnordiska klubba → eng. club → svenska klubb
- fornnordiska bagge (bylte, knyte) lånades till engelskans bag, vilket sedan återlånades till svenskan såsom bag (säck, påse)
- engelsk animation → japanskans anime → engelska (och svenska) anime i betydelsen "japansk animerad film"

### Pseudolån
Dessa är egentligen inte lånord, utan inomspråkliga neologismer med utomspråkliga drag/byggstenar. Dessa pseudolån ger intryck av att vara lånord utan att vara det.
- afterwork
- aquafaba (av latinets aqua (vatten) + faba (böna))
- backslick (kotlettfrilla)
- babysitter (småbarnsstol; på engelska bouncing cradle)
- freestyle (bandspelaren; på engelska personal stereo)
- peeling (på engelska chemical peel).

## Lånord i svenskan
I svenskan finns många lånord. Forskare har uppskattat att ca 30 % av dagens svenska ordförråd utgörs av tyska lånord, ca 28 % av lånord från andra språk och ca 42 % utgörs av arvord.
Nedan följer en kronologisk genomgång och sammanfattning av olika inlånade ord och deras härkomst.

### Lån i förgermansk tid
De germanska språken avviker starkt från övriga indoeuropeiska språk. Sigmund Feist lanserade 1932 teorin att föregångaren till urgermanskan var ett blandspråk mellan indoeuropeiska erövrare och urbefolkningen i norra Europa. Ord som är gemensamma för alla germanska språk, men som saknar motsvarighet i övriga indoeuropeiska språk skulle då vara lånord från urbefolkningen.  Hit hör bland annat orden för vissa företeelser i Nordeuropa som var okända för indoeuropeerna som "skepp", "segel", "köl", "stork", "ål" och trädet "ask". Några  ord har med krig och makt att göra som "svärd", "båge", "kung" och "knekt". 

### Lån till de germanska språken
Fram till fornsvensk tid kommer de flesta lånen till de germanska språken från latin. Orden som lånades in hörde ofta samman med transporter och handel (carrus, kärra; caupo, köpa). Andra exempel på ord som lånats in till de germanska språken är vin, öre (av aureus som betyder guldmynt). Ett fåtal ord har också lånats ut från olika germanska språk till latinet; latinska ganta har samma ursprung som svenskans gås. Lån från keltiska språk förekommer också till exempel orden järn och rik.

### Lån under Fornsvensk tid
Kristnandet av Sverige ledde till stora mängder lånord. Många kristna "fackord" finns kvar i svenskan som till exempel advent, altare, biskop, kloster, martyr och paradis. De flesta kyrkliga lån kom från latinet. Klosterväsendet tog troligen också med sig fackord som hörde till yrkesverksamheterna i kloster, till exempel ympa av latinska imputare.
Lågtyskan hade en stor påverkan på svenskans ordförråd, främst på grund av Hansans inflytande i Sverige. Dessa lånord innefattade till exempel stads- och administrationsrelaterade ord som borgmästare, fogde, stad, yrkesbeteckningar som köpman, skomakare och snickare, handels- och affärsrelaterade ord som mynt och ränta, samt ord för "moderna" medeltidsideal som ära och hövisk. Inflytandet underlättades av att lågtyskan redan innan stod väldigt nära de nordiska språken och delade en stor del av dess ordskatt. Exempelvis är köpman ett lågtyskt lånord, men både ordet köpa och man fanns tidigare i svenskan. Likaledes är borgare och hövisk lågtyska lån, men borg och hov är gamla arvord. En stor grupp inlån kan inte förklaras med att företeelserna var nya eller förknippade med tyskarnas aktiviteter. Ord som fråga och språk hade redan svenska motsvarigheter i spöria och mal (mål).
I Lånord i Svenskan skriver Edlund och Hene att det är troligt att de flesta lånen aldrig blev nedskrivna, många lågtyska ord var säkerligen modeord som försvann ganska snabbt ur svenskan och inte återfinns i källor.

### Lån under Reformationen
Under 1500-talet minskade Hansans makt. I samband med reformationen började allt fler ord komma från högtyskan, mycket tack var Martin Luthers bibel som influerade Gustav Vasas bibel. Många militära fackord lånades in från högtyskan, till exempel ammunition, furir, fältskär och gevär. Ord inom gruvdrift, bankväsende och ord för växter och djur var också vanliga inlån från högtyskan. Många sjötermer lånades in från nederländskan.

### Lån under Stormaktstiden
Under stormaktstiden hade man stormaktsdrömmar för svenskans räkning. Man tyckte att svenskan borde vara lika fint som franskan och tyskan. Fornforskaren Olof Rudbeck gick så långt angående detta att han hävdade att namnen på både de grekiska och romerska gudarna kunde härledas från svenskan. I samband med detta vaknade uppmärksamheten kring språkrensning, det vill säga strävan att rensa ut lånord ur det svenska språket genom att bilda nya ord på inhemsk grund eller återuppliva gamla ord ur fornsvenskan och isländskan.

### Lån under 1700-talet
Under 1700-talet hade franskan stort inflytande på den europeiska kulturen och också på svenskan.  Militära termer (kasern, marin och pluton) lånades in. Stora mängder adjektiv kom också in i svenskan (till exempel blond, charmant, fatal, modern och populär). Många lån hade att göra med nöjesliv eller offentligt liv. Verksamhetsområden som fortfarande har många franska lånord är heminredning (till exempel byrå och salong), teater (till exempel aktör och replik) och restaurangverksamhet (till exempel champagne och kastrull). Engelskans inflytande ökade under 1700-talet (med ord såsom biffstek, bulldogg, bål (’skål’), gentleman, kalops, kex, mobb, porter, portvin, potatis, pudding, punsch, rom, sherry och whist) och det kom även vissa lån från tyskan (till exempel ord och begrepp inom militären och gruvdriften).

### Lån under 1800-talet
Mönstret för inlån av ord under 1800-talet liknar 1700-talets förutom att engelskans roll stärks ytterligare. Engelska inlån är till exempel bojkott, lokomotiv, pyjamas, trål och vinsch. De flesta inlånen från engelskan är namn på klädesplagg och tyger, termer inom kommunikation och sjöfart samt inom handel och politik. Franska ord lånas främst inom mode (brosch och pantalonger), mat (filé, färs och omelett) och politik (till exempel byråkrat och socialism). Franska adjektivinlån är också vanliga. Tyska inlån förekommer också (till exempel mauser, muta in och rutscha).

### Lån under 1900-talet
Engelska lånord kännetecknar 1900-talet. Kommunikation, mode, nöjesliv, och sport är områden man lånat in många ord inom. 
Före 1950 lånade svenskan in ord som banta, bowling, boxning, budget, bunker, cocktail, cykel, elektricitet, export, fotboll, golf, handikapp, import, jobb, jogga, ketchup, kidnappning, kommitté, konservativ, logg, lunch, match, paj, pentry, räls, sandwich, smart, strejk, telegram, trend, trick, trubbel, träna, tuff, tunnel, turist och vinsch. 
Under nittonhundratalets senare decennium lånades många termer in inom bland annat teknik, kultur och livsstil, till exempel aerobics, agility, airbag, babyboom, backpacker, baglady, bitch, blogg, byline, cajun, chickenrace, chinos, clinch, crossover, fantasy, formatera, freak, grunge, hajp, hardcore, indiepop, jackpot, jamma, jukebox, massmedia, mingla, musikal, normcore, plack, pool, pushup, spam, techno, waila, vip, workout, yuppie och zappa. Lånord från engelskan som lånats rakt av kallas anglicismer.

### Lån från utomeuropeiska språk
Sedan medeltiden har en lång rad ord av olika slag lånats in från arabiskan, exempelvis alkohol, alkov, amiral, assegaj, atlas, chiffer, falafel, hasard, hijab, hummus, kaffe, kalif, kamfermadrass, keff, marsipan, nikab, papegoja, safari, schejk, sesam, siffra, soffa, taliban, talisman och zenit.
Från andra utomeuropeiska språk har framför allt lånats ord på företeelser, maträtter, växter och djur som förekommer där dessa språken talas. Nedan ges ett axplock exempel.
Från ryskan har lånats ord som balalajka, droska, glasnost, gulag, kolchos, kosack, kosmonaut, mammut, perestrojka, pirog, pogrom, samovar, sputnik, stäpp och vodka, från turkiskan kommer ord som bulgur, guss, hord, kalabalik, kebab, kiosk, turban och yoghurt, från hindi kommer lånorden avatar, bungalow, djungel, kaki, punsch, schampo, shaktimatta och veranda, och från japanskan kommer anime, hikikomori, karoshi, kawaii, manga, shiitake, sudoku, tsunami, umami och yukigassen.
Från de indoiranska språken har vi bland annat lånat orden basar, karavan, pyjamas, schack och socker, från malajiskan har lånats amok och orangutang, från kikongo schimpans och zebra, från polynesiskan tabu, från malabariskan betel, från kinesiskan silke, taikonaut, te och tyfon, från afrikaans apartheid, från wolof banan, från zulu vuvuzela, från hawaianska kommer wiki och från dharug bumerang.